# Gynanisa melanica
Gynanisa melanica är en fjärilsart som beskrevs av Elliot C.G. Pinhey 1968. Gynanisa melanica ingår i släktet Gynanisa och familjen påfågelsspinnare. Inga underarter finns listade i Catalogue of Life.